# Wakana Ōtaki
Wakana Ōtaki (大滝若菜 Ōtaki Wakana), også kendt blot som Wakana (født 10. december 1984 i Fukuoka) er en japansk sangerinde. Hun er sopran og kendt for sin klare, rene stemme.

## Biografi
Wakana Ōtaki har været medlem i den japanske pigegruppe Kalafina sammen med Keiko Kubota og Hikaru Masai siden gruppen debuterede i 2007.
Hun er tillige medlem i komponisten Yuki Kajiuras musikgruppe FictionJunction.

## Diskografi

### Studioalbum
- Seventh Heaven (2009)
- Red Moon (2010)
- After Eden (2011)
- Consolation (2013)
- Far on the Water (2015)